# Aleksandar Bjelica
Aleksandar Bjelica, né le 6 juillet 1994 à Vrbas en Serbie, est un footballeur serbe. Il évolue au poste de latéral gauche, mais peut dépanner dans l'axe de la défense, au KV Ostende.

## Biographie

### En club
Le 6 novembre 2015, il inscrit avec le club d'Helmond Sport un doublé en Eerste divisie, contre la réserve du PSV Eindhoven (victoire 4-2).

### En équipe nationale
Aleksandar Bjelica joue en équipe de Serbie espoirs.